# Sekundærrute 275
De Sekundærrute 275 is een secundaire weg in Denemarken. De weg loopt van Vesterborg via Søllested en Rødby naar Rødbyhavn. De Sekundærrute 275 loopt over het eiland Lolland en is ongeveer 24 kilometer lang.